# Luchthaven Guanacaste
Internationale luchthaven Daniel Oduber Quirós, beter bekend als Luchthaven Guanacaste of als de Internationale luchthaven Liberia, is de luchthaven van Liberia, Costa Rica. Het is na de Internationale luchthaven Juan Santamaría het drukste vliegveld van het land.

## Geschiedenis
Luchthaven Guanacaste werd in 1975 geopend met de naam Llano Grande, de naam van het stuk land waarop het vliegveld was gebouwd. Later kreeg het nog de naam Luchthaven Thomás Guardia, daarna werd de luchthaven vernoemd naar ex-president Daniel Oduber Quirós (1974-1978). In 2021 kreeg de luchthaven haar huidige naam. Guanacaste verwijst naar de provincie Guanacaste waarin de luchthaven ligt.

## Luchtvaartmaatschappijen en bestemmingen
Vanaf Luchthaven Guanacaste kan worden gevlogen met de volgende luchtvaartmaatschappijen naar de volgende bestemmingen (december 2024):
| Luchtvaartmaatschappij   | Bestemmingen                                                                  |
| ------------------------ | ----------------------------------------------------------------------------- |
| Air Canada               | Toronto Seizoensgebonden: Montréal                                            |
| Air Transat              | Montréal Seizoensgebonden: Toronto                                            |
| Alaska Airlines          | Los Angeles Seizoensgebonden: San Francisco, Seattle                          |
| American Airlines        | Charlotte, Dallas, Miami Seizoensgebonden: Chicago, New York, Philadelphia    |
| Delta Air Lines          | Atlanta Seizoensgebonden: Boston, Minneapolis                                 |
| Costa Rica Green Airways | Cóbano, La Fortuna, Nosara, Punta Islita, San José—SJO, San José—SYQ          |
| Edelweiss Air            | Seizoensgebonden: San José, Zürich                                            |
| JetBlue                  | New York Seizoensgebonden: Boston                                             |
| SANSA                    | Cóbano, La Fortuna, Nosara, Punta Islita, Quepos, San José Charter: Brasilito |
| Southwest Airlines       | Denver, Houston Seizoensgebonden: Baltimore                                   |
| Sun Country Airlines     | Seizoensgebonden: Minneapolis                                                 |
| Sunwing Airlines         | Toronto Seizoensgebonden: Montréal                                            |
| TUI Airways              | Seizoensgebonden: Londen                                                      |
| United Airlines          | Houston Seizoensgebonden: Chicago, Denver, Los Angeles, Newark, San Francisco |
| WestJet                  | Calgary, Toronto                                                              |

## Statistieken
|      | Passagiers | Verandering | Vliegbewegingen | Verandering |
| ---- | ---------- | ----------- | --------------- | ----------- |
| 2000 | 91.206     |             | 9.095           |             |
| 2001 | 87.145     | 4,45%       | 6.347           | 30,21%      |
| 2002 | 61.948     | 28,91%      | 6.467           | 1,89%       |
| 2003 | 98.495     | 59,00%      | 7.089           | 9,62%       |
| 2004 | 203.823    | 106,94%     | 9.955           | 40,43%      |
| 2005 | 303.171    | 48,74%      | 12.754          | 28,12%      |
| 2006 | 391.567    | 29,16%      | 13.852          | 8,61%       |
| 2007 | 423.327    | 8,11%       | 14.592          | 5,34%       |
| 2008 | 442.902    | 4,62%       | 16.615          | 13,86%      |
| 2009 | 396.188    | 10,55%      | 12.716          | 23,47%      |
| 2010 | 311.009    | 21,50%      | 11.720          | 7,83%       |
| 2011 | 539.610    | 73,50%      | 11.695          | 0,21%       |
| 2012 | 668.762    | 23,93%      | 13.005          | 11,20%      |
| 2013 | 680.355    | 1,73%       | 14.059          | 8,10%       |
| 2014 | 779.757    | 14,61%      | 15.366          | 9,30%       |
| 2015 | 878.365    | 12,65%      | 19.468          | 26,70%      |
| 2016 | 1.146.163  | 30,49%      | 20.758          | 6,63%       |
| 2017 | 1.092.483  | 4,68%       | 21.037          | 1,34%       |
| 2018 | 1.116.810  | 2,19%       | 20.700          | 1,14%       |
| 2019 | 1.148.811  | 2,87%       | 19.630          | 5,62%       |
| 2020 | 453.877    | 60,49%      | 10.096          | 48,57%      |
| 2021 | 771.986    | 70,09%      | 18.446          | 82,72%      |
| 2022 | 1.392.698  | 80,40%      | 21.405          | 16,04%      |
| 2023 | 1.652.078  | 18,62%      | 18.386          | 14,10%      |